# Janiralata bisinuata
Janiralata bisinuata là một loài chân đều trong họ Janiridae. Loài này được Kussakin miêu tả khoa học năm 1972.